# Fabian Serrarens
Fabian Serrarens (Amsterdam, 9 februari 1991) is een Nederlands voetballer die doorgaans als spits speelt.

## Loopbaan
Serrarens verruilde Almere City in juli 2015 voor Telstar. In juni 2017 tekende hij voor De Graafschap. In juli 2019 tekende hij een 2-jarig contract bij het Poolse Arka Gdynia. Medio 2020 ging hij naar Roda JC Kerkrade. In 2022 besloot hij transfervrij te vertrekken naar HJK Helsinki.

## Clubstatistieken
| Seizoen    | Club          | Land      | Competitie     | Wed. | Doelp. |
| ---------- | ------------- | --------- | -------------- | ---- | ------ |
| 2011/12    | Almere City   | Nederland | Eerste Divisie | 26   | 4      |
| 2012/13    | Almere City   | Nederland | Eerste Divisie | 31   | 9      |
| 2013/14    | Almere City   | Nederland | Eerste Divisie | 25   | 3      |
| 2014/15    | Almere City   | Nederland | Eerste Divisie | 11   | 4      |
| 2015/16    | Telstar       | Nederland | Eerste Divisie | 34   | 7      |
| 2016/17    | Telstar       | Nederland | Eerste Divisie | 31   | 8      |
| 2017/18    | De Graafschap | Nederland | Eerste Divisie | 38   | 16     |
| 2018/19    | De Graafschap | Nederland | Eredivisie     | 23   | 6      |
| 2019/20    | Arka Gdynia   | Polen     | Ekstraklasa    | 19   | 0      |
| 2022/heden | HJK Helsinki  | Finland   | Veikkausliiga  | 0    | 0      |
| Totaal     | Totaal        | Totaal    | Totaal         | 238  | 57     |